# السویده شرقی
السویده شرقی (به عربی: السویدة الشرقیة) یک منطقهٔ مسکونی در سوریه است که در استان حما واقع شده‌است.

## خصوصیات
السویده شرقی  ۳۱۵ نفر جمعیت دارد.